# Бауртанге
Бауртанге (нід. Bourtange) — село в нідерландській провінції Гронінген. Входить до муніципалітету Вестерволде. Його населення станом на 2012 рік становило 430 осіб.
Раніше мало статус окремого муніципалітету.
Лежить на місці однойменного форту, збудованого наприкінці 16-го сторіччя у формі фортеці-зірки. 1967 року почалася реставрація укріплень — їх до 1992 року привели у вигляд, який вони мали на середину 18-го сторіччя. Наразі це музей просто неба.

## Галерея

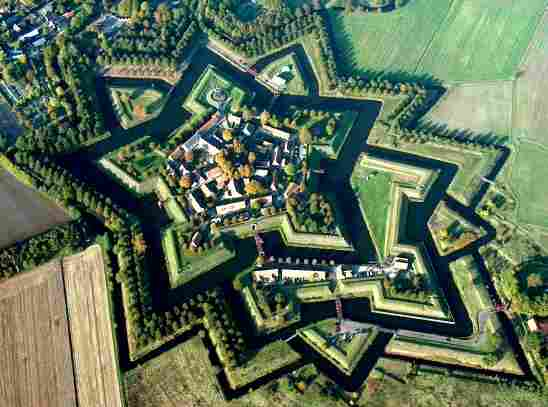
Відновлені укріплення Бауртанге